# セレクトショップ
セレクトショップやセレクトストア（どちらも和製英語）は、複数のメーカーやブランドの商品を扱う小売店のこと。複数メーカー品取扱店のこと。

## 概説
セレクトショップは複数のメーカーやブランドの商品を扱う小売店のことであり、特定ブランド、メーカーの商品の販売のための店舗（例：ソニーショップやユニクロなど）と区別する場合にこの語が用いられる。主に服飾（アパレル）や雑貨などを取り扱う店舗に対して用いられる場合が多い。それ以外の、もっと重厚な商品や、格式の高い商品を扱っている分野では、たとえ小売店が複数のメーカーのものを販売していても「セレクトショップ」とは呼ばないのが一般的である。
20世紀後半に、日本では都市部の商業地区で特定ブランド専門店ばかりが並ぶようになった。そのため従来からある複数のメーカーの商品を扱う店舗を特定ブランド専門店と区別する場合に「セレクトショップ」という語が用いるようになった。これは、日本で独自に作られた、一種のレトロニムとなっている。

## ブランディング技法の深化と専門店の増殖
店舗というものの歴史を調べれば分かることだが、もともと日用品店であれ、雑貨店であれ、洋服店であれ、小売店というのはさまざまな職人や業者や企業が作ったものを売ることはきわめて一般的なことである。
もともと19世紀や20世紀の製造や流通での一般的な流れとしては、メーカーは（ほぼ）製造すると、上流の大手流通業者（「問屋」などと呼ばれるものの中の特に大手）にまとまった数量販売し（メーカーはその先、商品がどのように販売されてゆくかについてはあまり関与せず / 関与できず）、大手問屋はさらに2次問屋に販売し、2次問屋が3次問屋や小売店に販売し、2次問屋～3次問屋や小売店には複数のメーカーの商品が流れ込む、ということが標準的であった。
ところが日本では20世紀後半に、マーケティングの分野（大学でのマーケティング研究）でブランド設定やブランドイメージの構築によって利益を大きくする手法が本格的に研究されるようになり、MBAのカリキュラムにも組み込まれ、その知識やノウハウが服飾品や高価格帯商品などの実務の世界へ導入されるようになったが、（従来どおりの、小売店が複数のメーカーの商品を販売する、という店舗では、店舗側が自社（メーカー）の商品やブランドをどう扱ってくれるかその扱い方次第でブランドイメージはどうとでもなってしまい、メーカー側がコントロールしようとしても、商品パッケージはあるが、それ以外には、商品付近にリーフレットを置いたり、商品を置く棚にイメージ醸成のためのパネルを置いてもらうことや、あるいは多大な費用をかけて、メーカー側の意図通りにお客にイメージを与えるトレーニングを受けさせた販売員を店舗に配置させてもらう、など、あまり選択肢が無い、という問題があった）、その結果、比較的大きなメーカーが、自社ブランドイメージを自社が狙った通りに顧客の心に植えつける（刷り込む）ためには、メーカーみずからが店舗を作り、ブランドイメージを醸成するような店舗を、設計や内装のレベルから関与し、その店舗の中に、自社の商品を配置することで、購買者に 特定の（メーカーによってコントロールされた）イメージを強く刷り込む、という手法を採用する会社がポツポツと出てくるようになり、その多くが成功し、成功例を見て模倣するメーカーが続々と増え、世の中の小売店の中で、特定メーカー（ブランド）の商品ばかりを扱う店舗の割合が増えてきた。その結果、特定ブランド専門店（たとえばユニクロ）が大幅に増え、日本中の都市部の商業地区のかなりの面積割合を占めるようになり、いつのまにか従来型の店舗の割合が減ってしまった。
なおこうした特定メーカー専門店（特定ブランド専門店）では、商品のラインナップを決定するのは、一般論として言えば、メーカーのマーケティング部門（販売推進部門）や商品開発部門およびメーカーの経営陣であり、メーカー本部のマーケティング部門（販売推進部門）が、商品群の販売計画の大枠や商品ラインナップの展開もあわせて決定する。そして各店舗の「店長」と呼ばれる人は、メーカー本部のマーケティング部や販売推進部等の指示通りに動くのが任務であり、自分の担当する店舗の中に並べる商品に関しても本部の打ち出した指示や方向性に従うのが主たる任務で、裁量の余地はほとんどない。

## セレクトショップの特徴
複数のブランドの商品を取り扱う小売店では店舗側の経営者や担当者が選んだ商品を陳列・販売している。当該店舗の経営者やバイヤーが、店舗の運営に重要な役割を果たす。消費者の側から見ると、大手メーカーには属していない新進気鋭のデザイナーが考案した商品や、まだ小規模の作り手（メーカー）で独自の店舗を構えるほどの資本力は無いような商品も販売している、ということは特定メーカー（ブランド）専門店には無い利点である。また複数のブランドを組み合わせたコーディネートを提案してくれる可能性があるのも魅力である
もともとセレクトショップであっても、自社（自店舗）で企画・制作して自社ブランド名を冠する商品を販売している場合も多い。このようなプライベートブランド（PB）商品は「セレクトショップオリジナル（セレオリ）」と呼ばれている。セレクトショップオリジナル商品は一種の製造小売業（SPA）方式であるため、ブランドから買い付けたセレクト商品より価格や手頃な場合が多い。また生産と販売を両方担うためセレクト商品より祖利益率が高く、セレクトショップの経営を安定させるために重要である。特に大手のセレクトショップであるほど、セレクトショップオリジナル商品の割合が高い傾向にある（地方・郊外の店舗や大手セレクトショップのセカンドラインも同様の傾向にある）。中には、大半の商品がセレクトショップオリジナルで構成されている場合もあり、このような店舗をセレクトショップと呼ぶか否かの明確な基準はない。

## 特定ブランド専門店が存在する市場

### 服飾
服飾分野では、昔から、駅前の商店街に行けば、複数のメーカーの商品、複数のブランドの商品を並べている「洋服店」や「洋品店」や「ブティック」が並んでいる。現在でも田舎の駅前の商店街には大抵、そうした店舗が複数あり、各店舗ごとに経営者が異なり、店名も異なり、品揃えも異なる。各店舗ごとに、固定相的な顧客、リピーターがついている。それなりに繁盛している店もある。そうした店舗は多数ある。またセレクトショップにはシップス、ビームス、ユナイテッドアローズ、トゥモローランドなどの大手チェーン店もある。
東京の服飾分野で古くからの有名店としては、日本初のセレクトショップであるサンモトヤマが挙げられる。サンモトヤマは1955年に有楽町で創業後、1959年に銀座へ移転して2019年まで営業を続けた。

### 電化製品
現在一般化している電化製品を扱う店（家電量販店）では、ヤマダ電機であれ、ヨドバシカメラであれ、ビックカメラであれ、エディオンであれ、複数のメーカーの商品を展示・販売している。